# Ленгольсайм
Ленгольса́йм (фр. Lingolsheim [liŋgɔlsaɪm]) — город и коммуна на северо-востоке Франции в регионе Гранд-Эст (бывший Эльзас — Шампань — Арденны — Лотарингия), департамент Нижний Рейн, округ Страсбур, кантон Ленгольсайм. До марта 2015 года коммуна административно входила в состав кантона Илькирш-Граффенштаден (округ Страсбур-Кампань).
Площадь коммуны — 5,69 км², население — 16 784 человека (2006) с тенденцией к росту: 17 450 человек (2013), плотность населения — 3066,8 чел/км².

## Население
Население коммуны в 2011 году составляло 16 703 человека, в 2012 году — 16 941 человек, а в 2013-м — 17 450 человек.
Динамика населения:
| 1962 | 1968 | 1975  | 1982  | 1990  | 1999  | 2006  | 2008  | 2011  | 2012  | 2013  |
| ---- | ---- | ----- | ----- | ----- | ----- | ----- | ----- | ----- | ----- | ----- |
| 7738 | 8287 | 10479 | 14688 | 16480 | 16860 | 16784 | 16802 | 16703 | 16941 | 17450 |

## Экономика
В 2010 году из 10 791 человек трудоспособного возраста (от 15 до 64 лет) 7982 были экономически активными, 2809 — неактивными (показатель активности 74,0 %, в 1999 году — 74,0 %). Из 7982 активных трудоспособных жителей работали 7053 человека (3589 мужчин и 3464 женщины), 929 числились безработными (468 мужчин и 461 женщина). Среди 2809 трудоспособных неактивных граждан 886 были учениками либо студентами, 1078 — пенсионерами, а ещё 845 — были неактивны в силу других причин.